# 普利司通
普利司通股份有限公司（日語：株式会社ブリヂストン）是由石桥正二郎于1931年在日本福岡縣久留米市建立的輪胎製造廠，同時也是世界第二、日本最大的輪胎製造商。

## 歷史
公司的英文名字是根據創始人石橋正二郎的姓氏以意譯的方式翻譯而來，在中文領域中普利司通早年曾被稱為石橋牌，但在台灣與中國大陸市場已統一使用「普利司通」的音譯命名。
第二次世界大战以后，普利司通开始生产摩托车，但它的主要收入来自于提供輪胎給其摩托车竞争对手如本田技研、铃木公司和山葉發動機等車廠的獲利。因此普利司通在1970年之後中止了摩托车的生产，把生產線、機具等全售予台灣台隆工業，自己則專心發展輪胎產品。
1988年，普利司通收购了美国凡士通轮胎和橡胶公司（Firestone Tire and Rubber Company）。但2000年，由於凡士通提供給福特汽車、使用於福特Explorer車款上的越野車胎因設計瑕疵造成近百起的道路意外與數十條人命傷亡，嚴重打擊了福特與凡士通輪胎的品牌形象，也造成普利司通的重大財務損失。為此，普利司通在2002年將凡士通輪胎的品牌撤除，只保留在北美地區的部分產品款式，以供應給凡士通的忠實顧客使用。
普利司通为2006年世界一级方程式锦标赛的法拉利车队、威廉姆斯车队、丰田车队、米德兰车队和超级亚久里车队提供轮胎，更于2007年成为世界一级方程式锦标赛（F1）唯一轮胎供应商，但在2010年宣佈明年將不再供應輪胎給F1。普利司通同时也是世界高尔夫职业球赛世界高尔夫锦标赛组成赛事之一普利司通邀请赛的冠名赞助商。普利司通自行车有限公司以「普利司通」和「安卡」（Anchor）两个品牌对外销售。
2015年10月26日，普利司通宣佈計劃以約8.35億美元（每股15美元）的價格收購美國汽車維修集團Pep Boys。然而卡尔·伊坎（Carl Icahn）旗下的 Icahn Enterprises，随后于2015年12月30日，约10亿美元出价竞标，并最终确认以每股18.50美元、总价约10.3亿美元的全现金交易完成收购。Icahn Enterprises 代表 Pep Boys 向普利司通支付了3950万美元的终止费。

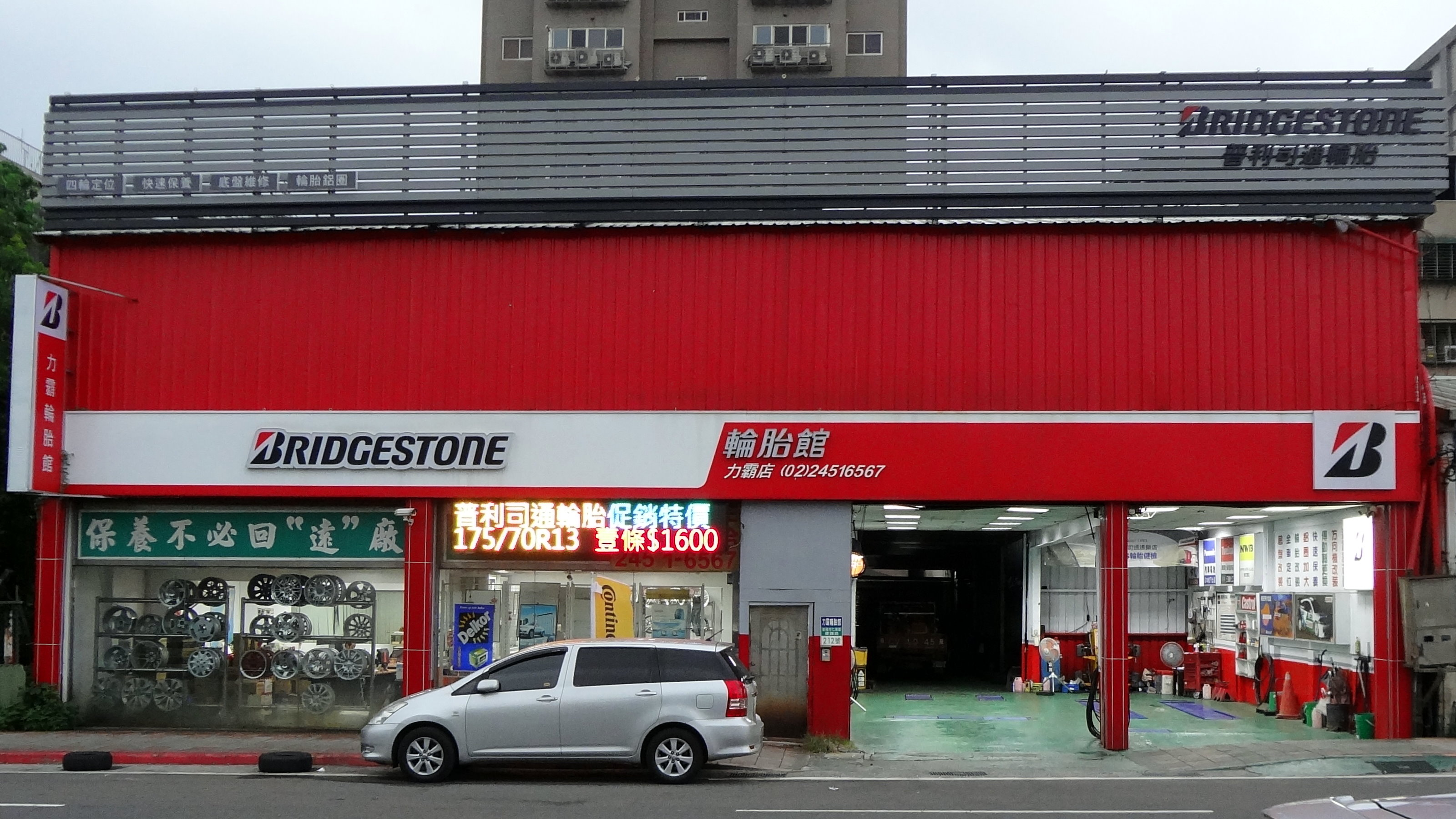
台灣普利司通「輪胎館」契約店

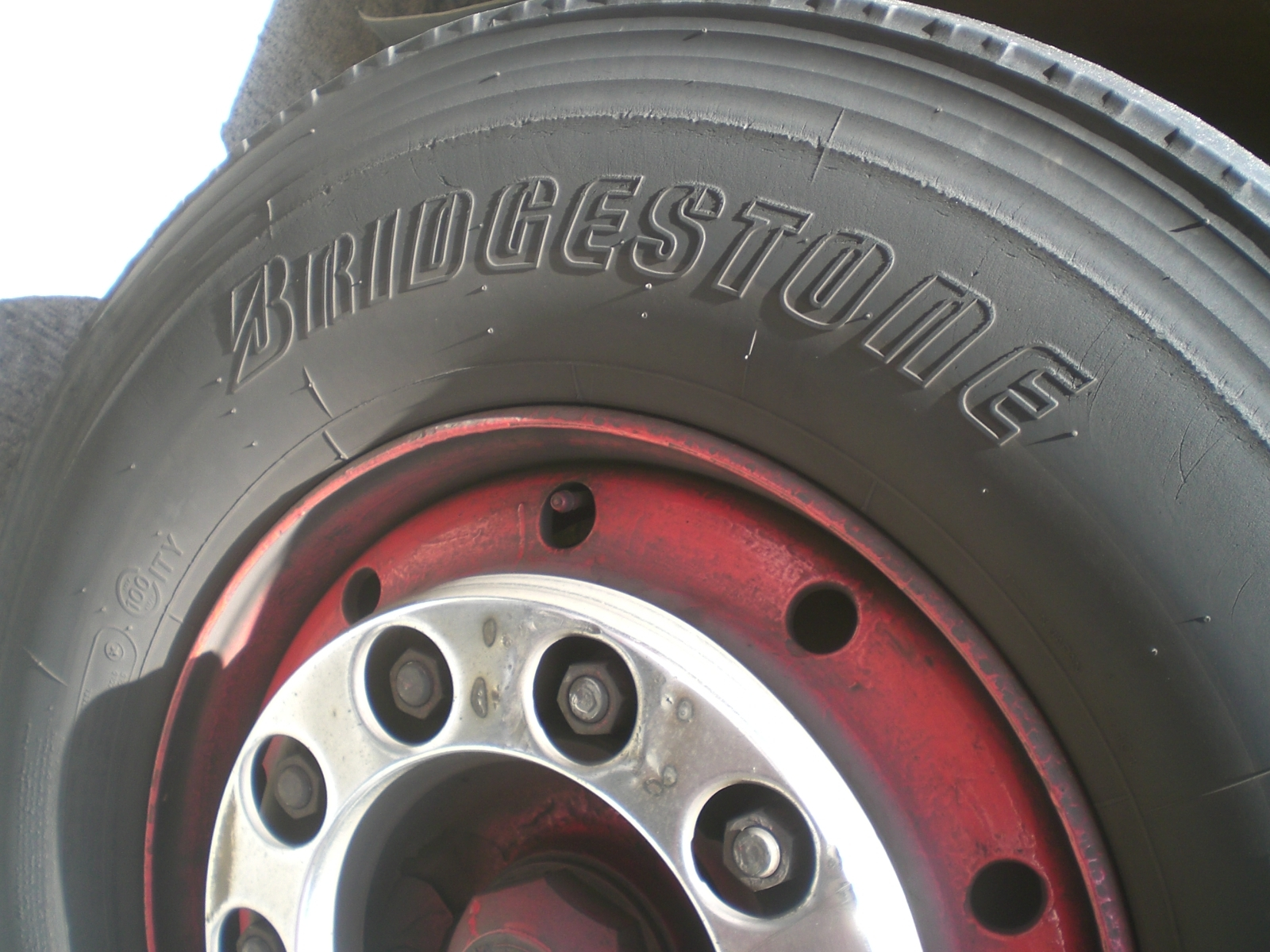
香港城巴的普利司通車胎

2016年5月30日，普利司通歐洲子公司Bridgestone Europe NV/SA完成併購法國最大汽車維修連鎖公司Speedy France SAS 。
普利司通（Bridgestone）於2020年9月時宣布計畫關閉法國貝蒂訥（Bethune）工廠的關廠計畫，但法國政府發聲明表示「堅決反對」。不過在2021年2月協商後，於2021年3月16日獲得法國當局點頭認可，因此貝蒂訥工廠預定將在2021年4月底關閉。